# Figaro striatus
Figaro striatus är en hajart som beskrevs av Gledhill, Last och White 2008. Figaro striatus ingår i släktet Figaro och familjen rödhajar. IUCN kategoriserar arten globalt som otillräckligt studerad. Inga underarter finns listade i Catalogue of Life.
Arten förekommer i havet framför nordöstra Australien. Figaro striatus vistas i 300 till 420 meter djupa områden.
Denna haj blir upp till 42 cm lång.